# Henri Julien
Pour les articles homonymes, voir Henri Julien (homonymie).

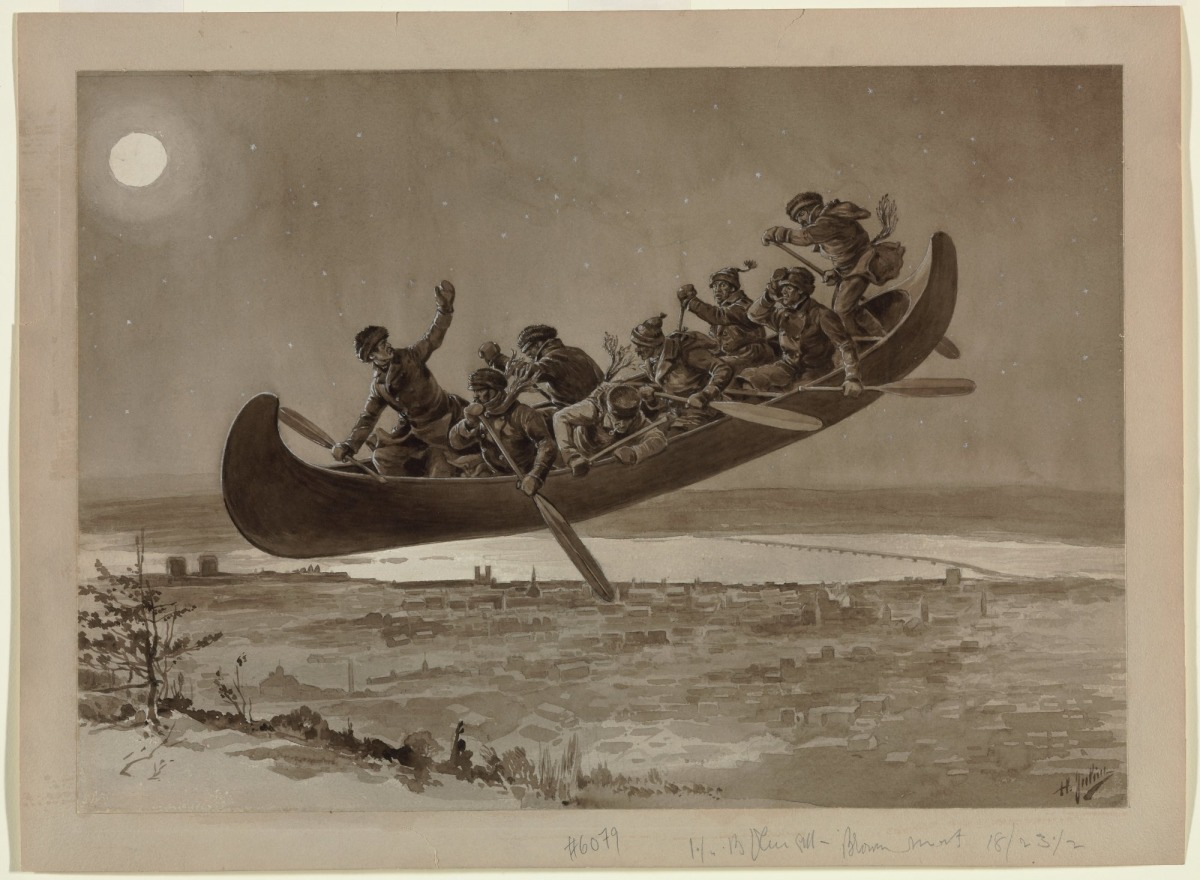
Henri Julien, étude pour La Chasse-galerie, 1900, Musée national des beaux-arts du Québec.

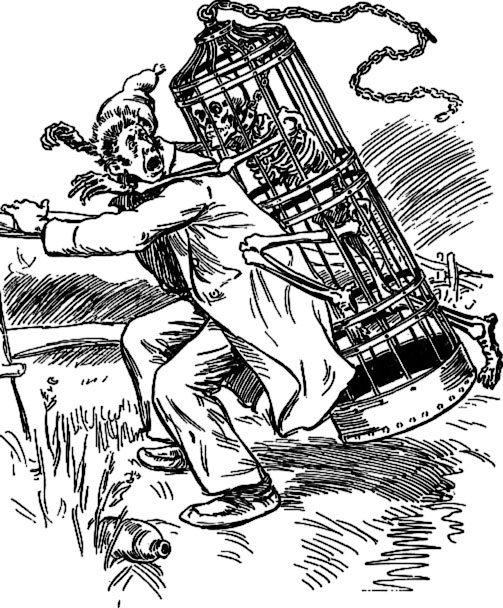
La Corriveau selon Henri Julien, illustration pour Les Anciens Canadiens de Philippe Aubert de Gaspé.

Henri Julien, né le 14 mai 1852 à Québec, mort le 17 septembre 1908 à Montréal, est un caricaturiste et un peintre québécois. Les dessins de ce pionnier de la caricature ont été publiés au Canada et en France.

## Biographie
De 1860 à 1867, il étudie le dessin. En 1869, il devient apprenti-graveur pour une petite imprimerie, suivi d'un emploi pour une autre imprimerie, Desbarats, de 1869 à 1888.
En 1874, il accompagne une expédition de la Police montée du Nord-Ouest. Celle-ci le mène jusqu'aux contreforts des montagnes Rocheuses. Ses dessins seront publiés dans L'Opinion publique pendant sept mois, soit du 30 juillet 1874 au 25 février 1875. C'est pendant cette période que son dessin gagne en maturité et qu'il devient confiant en lui-même, au point de devenir un important caricaturiste de l'époque.
De 1886 à sa mort, il travaille comme dessinateur en chef du défunt journal Montreal Star. Il excelle dans les dessins instantanés, étant capable de dessiner de mémoire des scènes qui se sont déroulées dans les tribunaux. Pendant cette période, il illustre différents ouvrages, dont Légendes du Nord-Ouest de l'abbé Georges Dugast ou La Légende d’un peuple de Louis Fréchette.
Il produisit pour plusieurs journaux, tel Le Monde illustré qui publie plusieurs de ses esquisses, fort remarquées à l'époque.
C'est à partir de 1900 que Julien s'adonne à l'aquarelle. Il peignit plusieurs tableaux, dont le plus célèbre est La Chasse-galerie (1900) qui représente la vieille légende québécoise du même nom. Il réalise une autre version de La Chasse-galerie en 1906.
On lui doit beaucoup de peintures représentant les coutumes du Québec à son époque, telles que La Criée, Les Récoltes, Les Foins et Les Semailles. Il laisse derrière lui une œuvre considérable.
Le 17 septembre 1908, Henri Julien s’écroule, rue Saint-Jacques à Montréal, terrassé par une crise cardiaque.

## Postérité
Dès novembre 1908, Gonzalve Desaulniers est à l'origine de la création d'un comité, placé sous la présidence de Hugh Graham, le propriétaire du Star, pour réunir les œuvres de Julien. Mais ce n'est qu'en 1916 que L'album Henri Julien sera publié chez Beauchemin.

## Expositions et honneurs

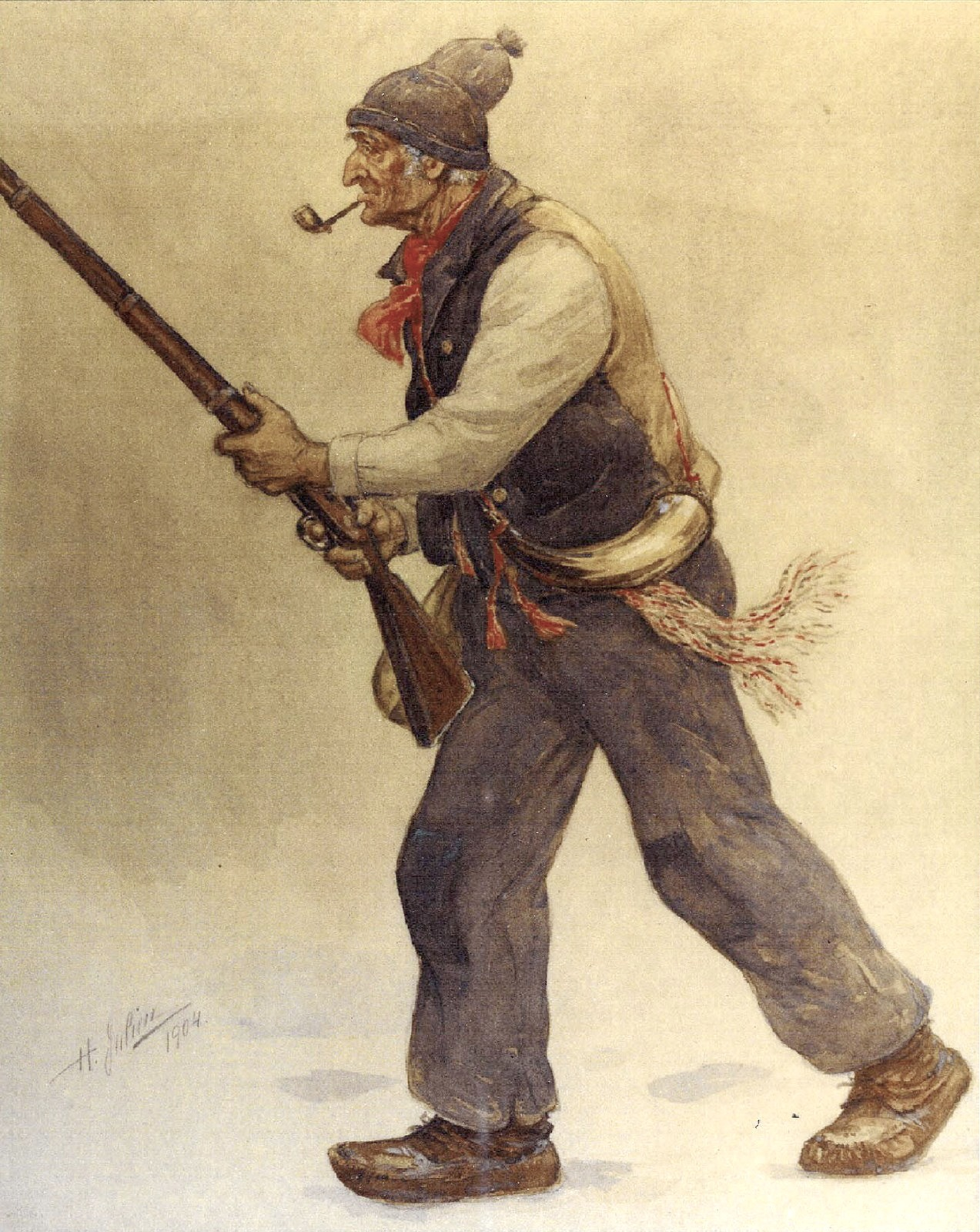
Le Vieux de '37 (1904)

- On lui rend hommage le 29 mai 1911 en nommant une rue en son nom, l'avenue Henri-Julien, à Montréal[4].

- En 1916, un ouvrage posthume, intitulé simplement Album et rassemblant plusieurs de ses dessins, paraît aux Éditions Beauchemin.

- En 1936, une exposition de 125 de ses dessins circule à Montréal, Québec, Ottawa et Toronto.

- En 1938, le Musée des beaux-arts du Canada lui consacre une exposition commémorative. Une première pour un caricaturiste. Cette exposition circule à Québec, au Musée du Québec[5].

- La galerie L'Art français expose ses œuvres dans l'après-guerre[6].

- En octobre 1970, Le Vieux de '37 (ou Le vieux Patriote), un dessin d’Henri Julien tiré d’une série sur la rébellion des Patriotes, connaît une notoriété soudaine et plutôt inusitée : il se retrouve sur les messages que le Front de libération du Québec fait parvenir aux médias.